# 第21次世界童軍大露營
第21次世界童軍大露營，亦稱2007世界童軍大露營或2007世界童軍百週年大露營，這次的露營活動也是用來紀念童軍創立100週年。主辦國家由童軍活動發源地──英國，舉辦一個比往年都還要盛大的世界童軍大露營。

## 主題
每次世界童軍大露營通常會有一個主題，而本次露營大會主題為One World，One Promise（中華民國童軍總會譯稱同心許諾，世界大同；香港童軍總會則譯為世界童軍一承諾）。這同時也是童軍百週年紀念布章上的主題，並且允許世界童軍組織的會員可以用各會員所用的本地語言來使用主題語。

## 大露營地點
百年童軍大露營大會地點位於英國倫敦東北方的艾塞克斯郡切姆斯佛德鎮海蘭德公園，以及童軍發源地白浪島。

## 白浪島日出儀式及露營
各個參與的國家都須派出二位童軍成員代表在大露營其間的7月29日至8月1日出發往童軍發源地白浪島進行三日二夜的露營。約二百位國家代表分為四個小隊，進行各種活動，活動的目的一方面是為了增加各國童軍的交流，另一方面也讓各位童軍認識其他國家的情況，例如各種制度，政治，文化，傳統等等。而參加的成員也要協助準備８月１日早上的日出儀式，這個儀式全球直播，象徵著童軍運動一百週年的開始。能夠代表自己的國家出席這個露營是一份榮幸。

## 大會歌
這次大露營的大會歌名為"JAMBO"

## 各地童軍參與狀況

### 香港童軍總會
香港童軍總會派出龐大之代表團參與是次大露營；代表團由香港總監鮑紹雄帶領，成員人數達675人－包括：代表團支援隊（CST）21人及國際服務隊（IST）175人。另外助理香港總監陳肖齡女士更參與大會統籌工作，並於‘Dune’分營出任助理分營主任（Deputy sub camp leader）。而副香港總監許宗盛以世界童軍運動組織主席身份於2007年7月28日之開幕禮上為第21屆世界童軍大露營揭開序幕，及主持8月1日之童軍日出禮。
露營期間，香港代表團成員富中國特色之醒獅及羽扇舞表演獲一致好評，其後更獲邀請於8月7日之閉幕禮上表演。

### 中華民國童軍
中華民國童子軍總會宣佈組成台灣童軍運動上最大代表團參與此次大露營，由童軍總會理事長趙守博領隊，總團長張自健負責帶領中華民國童軍代表團，400名童軍及165名服務團暨團本部成員，前往英國參與活動。
2007年7月26日，中華民國立法院長王金平授旗給領隊趙守博。身為童軍的立法委員馮定國也特地前往營地致意，陪同大家露營數天。
2007年8月6日在大露營期間舉辦台灣美食文化節，各國代表團超過兩百人與會，我駐英副代表牟華偉也應邀代表政府前往致詞，世界總部祕書長及大會的相關負責人也到場致意。
代表團在營期間表現傑出，各國電視台爭相採訪，英國國家廣播公司（BBC）也是其中的電視台之一。

## 爭議
有人批評本次大露營活動的商業氣息太過濃厚，更稱英國童軍總會獲利高達1000萬英鎊，頗受參加各國的抱怨。

## 外部連結
- 2007世界童軍大露營中文首頁 （页面存档备份，存于）
- 第21次世界童軍大露營英文首頁
- 21st World Scout Jamboree

### 其他
- One Promise One Image 同心許諾 團結一致---世界童軍總部影片
- Scouting 1907 - 2007 By YouTube （页面存档备份，存于）
- Jamboree Centenario 2007 By YouTube （页面存档备份，存于）
- Scout Jamboree 2007 第21次世界童軍大露營宣傳影片_世界村 By YouTube
- 100years of scouting By YouTube